# Kanton Lombez
Kanton Lombez (fr. Canton de Lombez) je francouzský kanton v departementu Gers v regionu Midi-Pyrénées. Skládá se z 25 obcí.

## Obce kantonu
- Betcave-Aguin
- Cadeillan
- Espaon
- Garravet
- Gaujac
- Gaujan
- Laymont
- Lombez
- Meilhan
- Mongausy
- Montadet
- Montamat
- Montégut-Savès
- Montpézat
- Pellefigue
- Puylausic
- Sabaillan
- Saint-Élix
- Saint-Lizier-du-Planté
- Saint-Loube
- Sauveterre
- Sauvimont
- Simorre
- Tournan
- Villefranche